# Кулинівка
Кулинівка (рос. Кулиновка) — залізнична станція у Борисовському районі Бєлгородської області Російської Федерації.
Населення становить 41  особу. Входить до складу муніципального утворення Октябрьсько-Готнянське сільське поселення.

## Історія
Населений пункт розташований у східній частині української суцільної етнічної території — східній Слобожанщині.
Згідно із законом від 20 грудня 2004 року № 159 від 1 січня 2006 року органом місцевого самоврядування було Октябрьсько-Готнянське сільське поселення.
Див. також: Кулинівка (зупинний пункт)

## Населення
| 2002 | 2010 |
| ---- | ---- |
| 29   | ↗41  |